# اگتلک
اگتلک (به مجاری:  Aggtelek) یک منطقهٔ مسکونی در مجارستان است که در بورشود-آبااوی-زمپلن واقع شده‌است.

## خصوصیات
اگتلک ۴۳٫۸۱ کیلومترمربع مساحت و ۶۲۸ نفر جمعیت دارد.

## نگارخانه

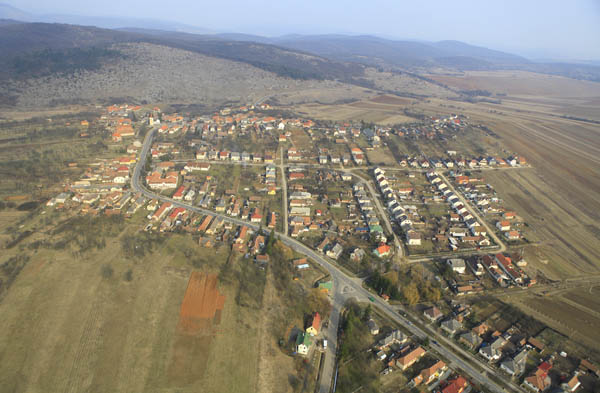
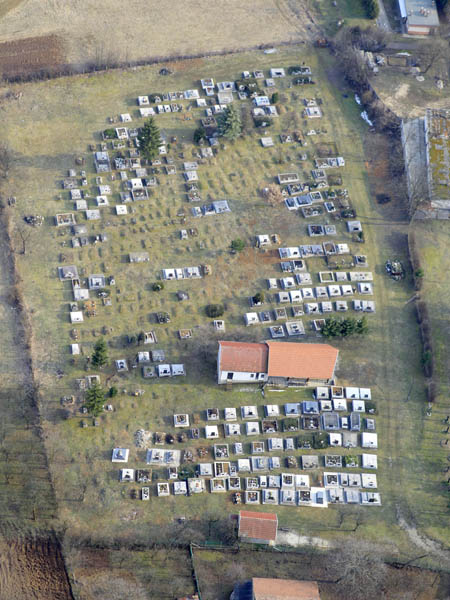
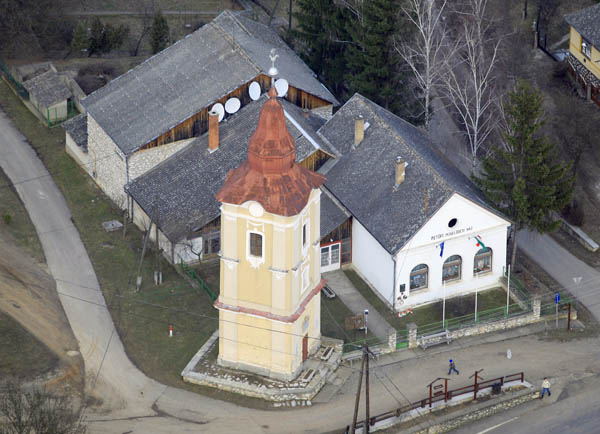
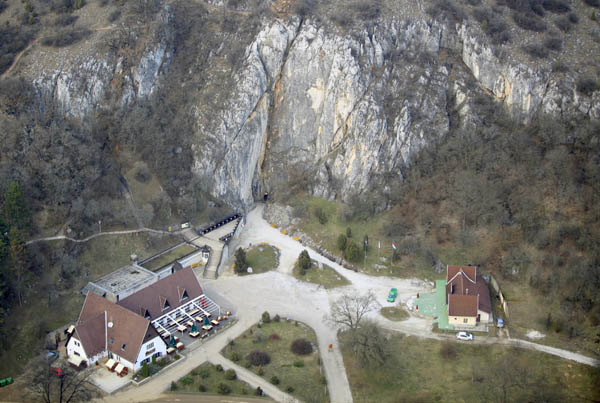
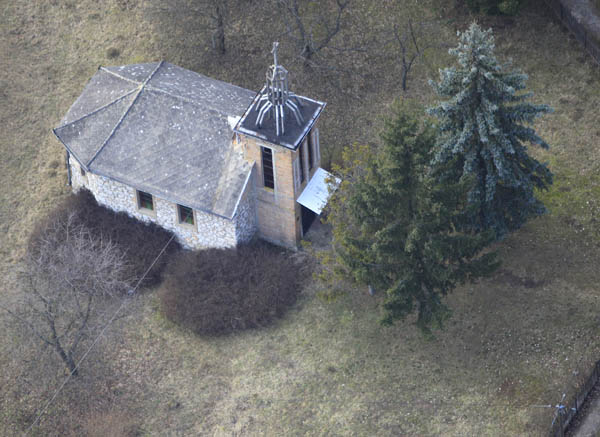